# Océano Atlántico, aguas jurisdiccionales de Togo, 07:14 horas
Océano Atlántico, aguas jurisdiccionales de Togo, 07:14 horas es el título del segundo episodio de la primera temporada de la serie española Cuenta atrás. Fue estrenado en la cadena  Cuatro el 8 de mayo de 2007, a posterioridad del episodio titulado Bosque del Olvido, 18:40 horas, el cual marcó el inicio de la serie. El episodio registró una audiencia de 1.604.000 espectadores con un share del 19,4%.

## Sinopsis
Un avión desciende en picado al Océano, sin aparente control. Dentro, Leo (Bárbara Lennie) intenta liberarse de las esposas que unen sus manos, ante la dificultad que proporciona el caos generalizado, y con una pavorida pasajera complicándole la labor.

### 24 horas antes
Tras la accidentada detención del peligrosísimo delincuente Eduardo Escobar, alias "El Negro" (Carlos Acosta), Corso (Dani Martín) y Leo regresan con el detenido en proceso de extradición a España desde la ciudad colombiana de Medellín. Ya al principio del vuelo Escobar comienza a dar problemas cuando desaparece durante un rato tras ser transportado al servicio. Pero las verdaderas complicaciones llegan al ser encontrado el sobrecargo del avión inconsciente con una herida grave en la cabeza.
Cuando Elena (Rosa Boladeras), una médico que se encuentra entre los pasajeros determina que el herido ha recibido un puñetazo en la cara, las sospechas de Corso recaen sobre Escobar. Sin embargo, el colombiano insiste en que aprovechó su desaparición para mantener relaciones con otra pasajera del avión. La aludida, Leticia (Guadalupe Lancho), niega rotundamente los hechos, pero Corso sospecha que tanto ella como su marido, quienes dicen regresar de su viaje de novios puedan ser cómplices del criminal. La situación del sobrecargo ha empeorado, y el comandante del vuelo sigue el consejo de Elena de regresar a Medellín para que el herido pueda ser operado inmediatamente.
Informada la Unidad 7 sobre los acontecimientos del avión, descubren que Leticia fue antaño una prostituta fichada durante una redada en el club donde trabajaba, cuyos dueños tenían lazos con el cártel de Cali. Al ser interrogada de nuevo por Corso, ésta reconoce haber mantenido relaciones sexuales con Escobar en el baño, a espaldas de su marido, pero asegura que el encuentro fue totalmente fortuito. Tras comunicar el comandante el cambio de rumbo, Alfonso (Fernando Albizu), un pasajero que lleva inquieto desde el principio del vuelo, secuestra el avión y amenazando la vida de una azafata obliga a la tripulación a retomar la ruta inicial.
El cambio de rumbo provoca la perplejidad de los pasajeros y alerta a Corso, quien se dirige a la cabina, descubriendo la situación. El jefe de la Unidad 7 trata de calmar a Alfonso, quien le revela que su mujer y su hijo han sido raptados por un ruso con socios muy peligrosos y que la vida de ambos depende de que él llegue a Madrid a tiempo. Corso se compromete a hablar con sus compañeros para tratar de rescatar a la familia de Alfonso, y aunque las descripciones de éste son pobres la Unidad 7 obtiene una localización de referencia para empezar a investigar. A pesar de los intentos del policía por tranquilizarle, el secuestrador insiste en seguir manteniendo a la azafata de rehén hasta asegurarse de que su familia está a salvo.
Tras examinar a fondo el lugar que Alfonso les dio como referencia, la Unidad 7 detiene a un hombre, a la vez que confirma que hubo gente durmiendo en el sitio recientemente, posiblemente secuestrada. La información que consiguen no resulta suficiente para Alfonso, quien cree que le están tomando el pelo. Elena, extrañada por el nuevo cambio de rumbo y preocupada por la situación del sobrecargo, descubre el secuestro cuando va hacia la cabina para pedir explicaciones y da la voz de alarma a los pasajeros. Leo intenta tranquilizarlos, momento que Escobar aprovecha para neutralizarla clavándole en la espalda el alargado pasador de pelo que le quitó a Leticia en su encuentro sexual en los baños del avión y le arrebata el arma, amenazando a los pasajeros con dispararles. El marido de Leticia se enfrenta al criminal mientras éste esposa a la policía a una de las guanteras, pero fracasa en su intento de reducirle y es ejecutado con un tiro en la cabeza.
Tomando el control de la situación, Escobar irrumpe en la cabina, apuntando a Corso con el arma de Leo. El policía hace señas al comandante del vuelo para que haga un movimiento brusco del avión, lo que provoca una distracción en el colombiano, pero cuando Corso le reduce Alfonso se hace con la pistola del policía y le apunta, confiando en que Escobar le ayudará. El criminal ejecuta al piloto y obliga al copiloto a mantener el rumbo, antes de noquear a Corso. Cuando éste despierta, Escobar le cuenta que ha hablado con sus compañeros y ha negociado las condiciones de su huida.
Mientras en Madrid, la Unidad 7 mantiene una conversación con los coordinadores del operativo en el aeropuerto, en el avión Corso intenta convencer a Alfonso de lo desacertado de aliarse con Escobar. Cuando éste le revela que lleva debajo de la ropa el dinero para pagar el rescate de su familia Corso deduce que lo tenía guardado en un paraíso fiscal y que lo obtuvo estafando a sus clientes en la inmobiliara donde trabajaba, sin imaginarse que uno de ellos sería un mafioso. Aprovechando que Escobar no le mira, Leo convence a un pasajero al que previamente pilló fumando de entregarle su mechero, para así derretir el plástico de la guantera donde está esposada. La situación del sobrecargo empeora, y Alfonso confiesa que fue él quien le agredió cuando éste le descubrió el dinero mientras le invitaba a asearse a causa de las quejas de una pasajera por su olor, golpeándose la cabeza fortuitamente con la esquina metálica de una caja. Finalmente, el sobrecargo fallece, a pesar de los intentos de Elena y Alfonso por reanimarle. Las palabras de Corso hacen que el secuestrador esté al borde del derrumbe emocional.
Mediante un engaño a otro detenido, los agentes de la Unidad 7 obtienen el paradero de la mujer y el hijo de Alfonso. Éste se da cuenta de que algo va mal al ver el océano por las ventanas cuando el avión debería haber llegado a España y pide explicaciones a Escobar. El colombiano, quien ha cortado todo tipo de comunicación con la policía, ha cambiado el rumbo del vuelo, que se dirige ahora a Angola y amenaza al secuestrador para que le entregue el dinero del rescate. Alfonso se enfrenta a él, enzarzándose ambos en una pelea que deja al copiloto inconsciente y el avión cayendo en picado al mar. Conservando la calma ante la histeria generalizada de los pasajeros, Leo consigue soltarse de la guantera, y mientras el pasajero fumador corre a librar a Corso de sus ataduras ella, aún con las esposas uniendo sus manos intenta tranquilizar a una pasajera que se le echa encima.

### Fin de la cuenta atrás
Leo noquea de un puñetazo a la pasajera histérica y consigue levantarse para encaminarse a la cabina. Irrumpe en mitad del forcejeo entre Alfonso y Escobar para neutralizar a este último, mientras Corso intenta convencer al primero para que se entregue y no haga estrellar el avión en mitad del océano en el ataque de desesperación que acaba de sufrir. El policía consigue desarmar a un derrumbado Alfonso al tiempo que su compañera anuncia a los pasajeros el final del secuestro. La noticia de la liberación de la familia de Alfonso llega cuando el avión inicia el rumbo hacia Madrid. En el aeropuerto, mientras Escobar es escoltado por la policía, Alfonso abraza a su mujer y a su hijo antes de entregarse.